# Enanatum I
Enanatum I (język sumeryjski en-an-na-tum, tłum. „pan niebios przyniósł”) – sumeryjski władca miasta-państwa Lagasz, panujący ok. 2400 roku p.n.e.; syn Akurgala, następca swego brata Eanatuma, ojciec Enmeteny.